# Zsebcsatahajó
A Deutschland-osztály egy három egységből álló nehézcirkáló-osztály volt, melyet a Reichsmarine építtetett meg az 1920-as évek végén és a Kriegsmarine kötelékében vettek részt a második világháborúban. Az egységei zsebcsatahajóként is ismertek különleges technikai jellemzőik miatt. A hajókat hivatalosan a versailles-i békeszerződésben előírt korlátozásokat figyelembe véve építették meg, ami Németország számára nem engedélyezte 10 000 t vízkiszorításúnál nagyobb hadihajó megépítését és ezek 28 cm-es űrméretnél nagyobb ágyúkkal való felfegyverzését. Az eredeti hivatalos besorolásuk Panzerschiff (páncélos hajó) volt, ami annak volt köszönhető, hogy konkrétan egyik korábbi kategóriába sem volt besorolható, ezért a békeszerződésben használt kifejezéssel (cuirassé, armored ship) illették. Az osztálynak három hajója készült el, a Deutschland, az Admiral Scheer és az Admiral Graf Spee. Hivatalosan mindegyik 10 000 t vízkiszorításúnak épült, de a standard vízkiszorítása már az elsőként megépült Deutschlandnak is valójában 10 600 t volt, ami testvérhajóinál kis mértékben tovább nőtt. A hajókat számos forradalmi újítással építették meg, így ezek lettek az első hadihajók, melyeknek testét hegesztéssel illesztették össze és ezek kaptak elsőként dízelmotorokat. A hat nehézágyúja és ehhez mérten aránylag kis vízkiszorítása miatt a britek a zsebcsatahajó (pocket battleship) kifejezéssel illették őket. Német részről 1940 februárjától hivatalosan nehézcirkálóként sorolták be őket.
A három hajót 1929 és 1936 között építette meg a Deutsche Werke Kielben és a Reichsmarinewerft Wilhelmshavenben. Mind a három egység részt vett a spanyol vizeken folytatott nemzetközi őrjáratban a spanyol polgárháború idején. Eközben a Deutschland ellen támadást intézett a köztársaságiak légierejének egyik repülőgépe, amire válaszul az Admiral Scheer lövette Almería körüli köztársasági állásokat. 1937-ben az Admiral Graf Spee (röviden: Graf Spee) képviselte Németországot a VI. György brit király trónra lépésének alkalmával rendezett flottaszemlén. A háborúig hátralévő békeidőben a három hajó számos Atlanti-óceánon végrehajtott hadgyakorlaton vett részt és számos kikötőt keresett fel kapcsolatépítő célzattal.
A második világháború kitörése előtt a Deutschland és a Graf Spee kihajózott az Atlanti-óceánra, hogy támadólag léphessenek fel az ellenséges kereskedelmi hajóforgalom ellen, amennyiben a nyugati hatalmak hadat üzennének a Németországnak Lengyelország lerohanása miatt. Az Admiral Scheer ebben nem vett részt, mivel időszakos karbantartás miatt kikötőben állt. A Deutschland észak-atlanti portyája nem volt kimondottan sikeres, mivel csak három hajót fogott el és süllyesztett el. A hadműveletről való visszatérése után presztízsokokból átkeresztelték Lützow-ra. A Graf Spee kilenc kereskedelmi hajót süllyesztett el az Atlanti-óceán déli részén és az Indiai-óceánon, majd pedig a dél-amerikai partok közelében támadást intézett egy három cirkálóból álló brit hajóraj ellen. A La Plata-i csata során bár megrongálta az ellenfeleit, maga is több súlyos találatot szenvedett el és nyomában két brit cirkálóval Montevideóba hajózott. A britek megtévesztő tevékenységének és a saját hajójának rossz általános állapota miatt Hans Langsdorff sorhajókapitány, a Graf Spee parancsnoka úgy döntött, hogy maga süllyeszti el a hajóját.
A Lützow-t és az Admiral Scheert 1942-ben Norvégiába helyezték át, hogy a Szovjetunióba tartó konvojokat támadhassák. Az Admiral Scheer az 1942 augusztusában a Wunderland hadművelet keretében a Kara-tengerre hajózott át, hogy ott a szovjet kereskedelmi hajózást támadja, de jelentős eredményeket nem ért el. A Lützow 1942 decemberében részt vett a Barents-tengeri csatában. Az ehhez vezető hadművelet egy konvoj elpusztítását célozta, de nem járt sikerrel. A norvégiai állomásozásuk ideje alatt mindkét hajó sérüléseket szenvedett és visszarendelték őket Németországba. Ezután a Balti-tenger mentén a szovjetek ellen nyújtottak tűztámogatást a szárazföldi csapatoknak. A háború utolsó heteiben mindkét hajót brit bombázók süllyesztették el. A Swinemünde előtti Kaiserfahrt-csatornán megfeneklett Lützow-t kiemelte és célhajóként süllyesztette el a szovjet haditengerészet, míg az Admiral Scheert részben lebontották az elsüllyedésének helyszínén, a hajótest maradványait pedig törmelékkel fedték be.

## Fejlesztés
A versailles-i békeszerződés korlátozta Németország haditengerészetének méretét, ami ezután a főbb hajótípusok közül csak hat (pre-dreadnought mintájú) csatahajóval és hat könnyűcirkálóval rendelkezhetett. Ezeket nem lehetett pótolni egészen addig, míg el nem érték a 20 éves kort. A csatahajók pótlását csak olyanokkal oldhatták meg, melyek 10 000 t vízkiszorításúak voltak, miközben Németország potenciális ellenfelei 35 000 t-s hajókat építhettek a washingtoni flottaegyezmény és az azt követő egyezmények alapján. A szerződés maga nem szabályozta az ágyúk űrméretét, de a szerződés által létrehozott NIACC (Naval Inter-Allied Commission of Control – kb.: Szövetségközi Haditengerészeti Ellenőrző Bizottság) rendelkezett olyan hatáskörrel, hogy az új hadihajók fegyverzetét szabályozza. Az antanthatalmak feltételezték, hogy ezekkel a korlátozásokkal Németország csak a skandináv államokéihoz hasonló, csupán partvédelmi feladatokra alkalmazható haditengerészetet építhet ki.
A Reichsmarine legrégebbi csatahajójának, a Preussennek a gerincét 1902-ben fektették le és emiatt már 1922-ben újat lehetett volna építeni a pótlására. Ennek megfelelően 1920-tól kezdődően tervezeteket készítettek egy új hajó elkészítéséhez. Két fő opció kínálkozott: vagy egy erősen páncélozott, lassú, és kisméretű, monitor-szerű hadihajót építenek, vagy egy nagyméretű, gyengén páncélozottat, ami egy cirkálóra hasonlít. Az új típusú páncélos tervezési munkálatai 1923-ban kezdődtek, de a német gazdaság 1924-es összeomlása miatt átmenetileg szünetelt a tervezés. Hans Zenker tengernagy, a Reichsmarine parancsnoka a tervezési munka folytatását követelte, így 1925-re három új tervezet készült el. Az 1923-ban készült két vázlattal együtt így már öt eltérő tervezet állt rendelkezésre. Az első kettő közül az "I/10" jelzésű egy 32 csomó sebességű cirkáló volt, aminek a fegyverzetét nyolc darab 20,5 cm űrméretű löveg adta volna, míg a "II/10" jelű egy 22 csomós, erősen páncélozott hajó lett volna négy 38 cm-es löveggel felszerelve. Az 1925-re elkészített három tervezet ("II/30", "IV/30", és "V/30") mindegyikében a fegyverzetet hat darab 30 cm-es löveg alkotta volna, de különböző páncélvédettség mellett. A Reichsmarine ezzel szemben a 28 cm űrméretű lövegeket részesítette előnyben, hogy ne provokálja a nagyobb ágyúkkal az antanthatalmakat és a mérnökök számára is könnyebben megoldható feladatot adjanak.
A Reichsmarine 1925 májusában konferenciát tartott a tervek kiértékelése céljából, de nem sikerült döntést hozni a kérdésben. Különleges fontossággal bírt a Ruhr-vidék francia megszállása, ami miatt Németország nem tudott hamar nagy űrméretű ágyúkat gyártani. A tervezési részleg újabb terveket készített, melyek közül az "I/35" egy erősen páncélozott hajó volt egyetlen, háromlöveges lövegtoronnyal a hajó elején, a "VIII/30" egy jóval gyengébb páncélzatú hajó lett volna két kétcsövű lövegtoronnyal. A Reichsmarine 1926-ra tervezte az első hajók elkészítését, de eddigre a terveket még nem véglegesítették. Az 1926-os hadgyakorlatok tapasztalatai azt mutatták, hogy a tervezési részlegnek gyorsabb hajókra lesz szüksége. Az év során két újabb tervet nyújtottak be Zenkernek. A Panzerschiff A megjelöléssel megrendelt Deutschland eredeti tervei 1926-ban készültek el és 1928-ra véglegesítették őket. Zenker 1927. június 11-én jelentette be, hogy a haditengerészet a számos benyújtott tervezet közül kiválasztotta azt, amelyik alapján az új hadihajót meg fogják építeni. A Reichsmarine amellett döntött mely két lövegtoronnyal rendelkezett, azokban három-három 28 cm-es ágyúval.

## Politikai ellenállás
Az új hadihajó megépítésével szemben jelentős volt a politikai ellenállás, ezért a Reichsmarine úgy döntött, hogy a megrendelés leadásával megvárja az 1928-as választásokat. A hajók megépítése a választások egyik nagy kérdése volt, főként a szociáldemokraták számára, akik erősen ellenezték az új hajókat és az „Élelmet, nem pedig páncéloscirkálót!” jelmondattal kampányoltak. 1928 májusában a választásokon a megépítésüket támogató erők kerültek többségbe, közte volt a 12 helyet szerző NSDAP is. A magas költségek miatt az építést erősen kritizáló SPD is megszavazta, miután a Hindenburg kancellár támogatását bíró védelmi miniszter, Wilhelm Groener lemondását helyezte kilátásba arra az esetre, ha a hajóépítés nem kapna támogatást. 1928 októberében a kommunista párt referendumot kezdeményezett a flottafejlesztés ellen, de nem járt sikerrel és az első hadihajó megépítését 1928 novemberében engedélyezték.
Mikor a tervek részletei az antanthatalmak tudomására jutottak, igyekeztek megakadályozni a hajók megépítését. A Reichsmarine felajánlotta az első hajó építésének leállítását cserébe azért, ha a Németországot beveszik a washingtoni egyezménybe és 125 000 t vízkiszorításig engedélyezik számára kapitális hadihajók építését. (A briteknek a szerződés 525 000 t kapitális hadihajót engedélyezett.) Ezzel hatályon kívül helyeződött volna a versailles-i szerződés azon pontja, mely korlátozta Németország haditengerészeti erejét. Nagy-Britannia és az Egyesült Államok hajlott a német kérésnek való helyt adásra, de Franciaország nem járult hozzá a békediktátum revíziójához. Miután a Panzerschiffek nem szegték meg a versailles-i békeszerződés pontjait, az antanthatalmak tárgyalásos úton sem tudták megakadályozni a megépítésüket.

## A konstrukció

### Általános jellemzők

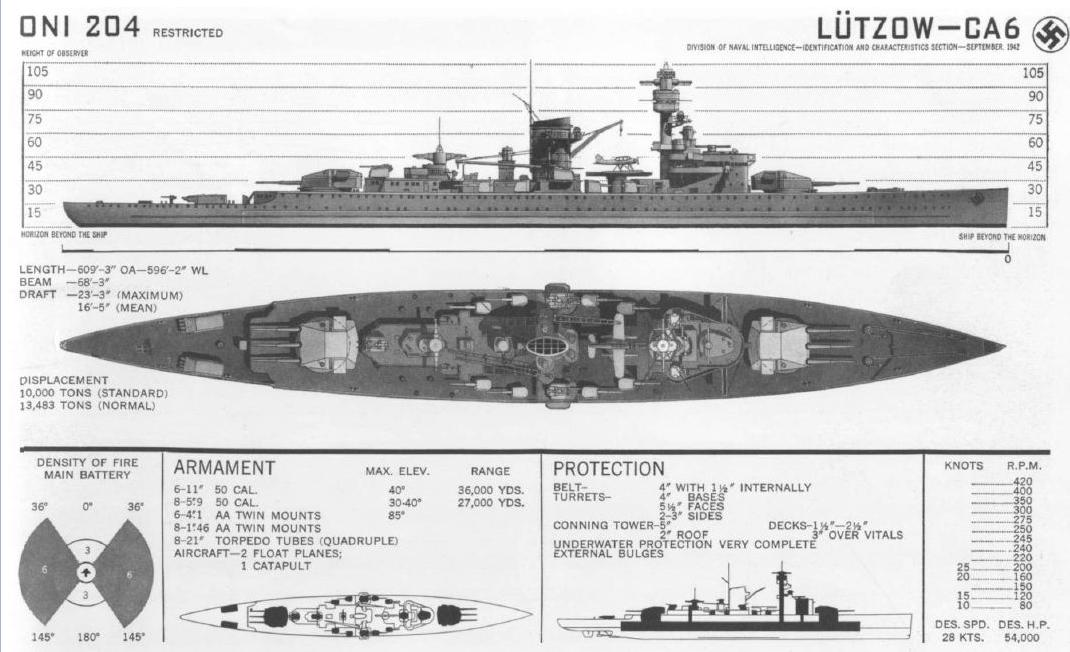
Felismerhetőség céljából készített rajz a Lützow-ról az 1942-es konfigurációja alapján. Az adatok a páncélöv vastagságát 4 hüvelykben adják meg, míg valójában 3,1 hüvelyk volt

A három Deutschland-osztályú egység méretei kis mértékben eltértek egymástól. Megépítésekor 181,70 m volt a vízvonal menti hosszúsága és 186 m a teljes hosszúsága mindnek. A Deutschland és a Admiral Scheer a klipperekéhez hasonló „atlanti orrt” (Atlantikbugot) kapott 1940-41 során, amivel a teljes hosszúságuk 187,90 m-re nőtt. A szélesség a Deutschland esetében 20,69 m, az Admiral Scheer esetében 21,34 m, míg az Admiral Graf Spee esetében 21,65 m volt. A Deutschland és az Admiral Scheer standard merülése 5,78 m, teljes terhelés melletti merülése 7,25 m volt. A Graf Spee esetében ezek az értékek valamivel nagyobbak, 5,80 m illetve 7,34 m voltak. A hajók vízkiszorítása is építésük sorrendje szerint növekedett. A Deutschland standard vízkiszorítása 10 800 t, az Admiral Scheeré 11 740 t, a Graf Spee-é 12 540 t volt. A teljes terhelés melletti vízkiszorításuk ennél jelentősen nagyobb volt: 14 500 t, 13 880 t illetve 16 280 t. Hivatalosan mind a hármat 10 000 t standard vízkiszorításúnak adták meg, hogy a versailles-i békeszerződés korlátozásainak megfeleltessék őket.
A hajótesteket keresztirányú acélkeretekkel építették és a több mint 90%-ukat hegesztéssel illesztették össze az addig megszokott szegecselés helyett. Ezzel az eljárással 15%-kal tudták csökkenteni a hajótest teljes tömegét, mivel megspórolták a szegecsekből és a lemezek átlapolásából fakadó többletsúlyt. A súlycsökkentés érdekében sok helyen alkalmaztak alumíniumötvözeteket. Az így megspórolt súlyt így a fegyverzet erősítésére és a páncélvastagság növelésére fordíthatták. A páncélzatot bevonták a hajótest szerkezetébe, így az nem csak a védelmet szolgálta, hanem a szerkezeti szilárdsághoz is hozzájárult. A hajótest 12 vízhatlan rekeszre volt osztva a válaszfalak révén és gerincének 92%-án kettős fenékkel rendelkezett. Az eredeti tervek alapján a hajón 619 fő teljesített szolgálatot, köztük 33 tiszt. 1935-öt követően ezt jelentősen megnövelték 951-1070 főre (közte 30 tiszttel). Egy hajóraj-zászlóshajóként szolgáló egységre ezen felül még 17 tiszt és 85 sorállományú érkezett. A másodzászlóshajóra 13 tiszt és 59 sorállományú érkezett létszám felett. A hajók számos kisebb vízi járművet szállítottak magukkal, köztük két naszádot, két parancsnoki motorcsónakot, egy bárkát (barkaszt), egy pinassét, és két dingit.
A Kriegsmarine értékelése szerint az osztály hajói jó tengerjáró járművek voltak, melyeknek csekély volt az oldalirányú kilengése. Az eredeti, függőleges orrkialakítással a szemből érkező hullámok esetén sok víz került a hajótestbe, de az Atlantikbug kialakítással 1940-41-ben ez jelentősen javult. A hajók nagyon könnyen manőverezhetőek voltak, főleg akkor, mikor a dízelmotorok manőverezéshez kialakított azon beállításait használták, amivel a hajtóművek egyik felét hátramenetbe kapcsolták. Erős fordulók esetén 13%-ig dőltek meg. Az alacsony kialakítású tatfedélzetet a hátulról érkező hullámok vízzel árasztották el és emiatt az ott tárolt felszerelést gyakran elragadta a tenger.

### Hajtómű
A Deutschland-osztály hajóit négy darab kilenchengeres, kettős működésű, kétütemű MAN-dízelmotorral építették meg. A teljesen dízelmotorokkal való meghajtás ilyen méretű hadihajóknál radikális újdonságnak számított és jelentős súlymegtakarítást eredményezett. A dízelmotorok az AG Vulcan által gyártott tengelykapcsolók segítségével hajtották meg a hajócsavarok tengelyeit, melyek végén egy háromszárnyú, 4,4 m átmérőjű hajócsavar volt. A Vulcan által gyártott szerkezet egy vízzel és olajjal töltött hidromechanikai kuplung volt, ami azzal az előnnyel bírt, hogy a motorokat egymástól függetlenül be lehetett indítani vagy karbantartások céljából le lehetett állítani. A hajtóművek 450 fordulat/perc fordulatszámon egyenként 6750 LE (4960 kW) teljesítményt adtak le. Ez a motortípus az 1909-ben a Császári Haditengerészet részére Wilhelm Laudahn vezetésével a csatahajók számára kifejlesztett és megépített 12 000 LE-s dízelmotor továbbfejlesztése volt. A hajót ezen hajtóművekhez igazítva tervezték meg. melyek a korábbi turbinákhoz képest kisebb kezelőszemélyzetet igényeltek.
Az aggodalmak ellenére a hajtómű sikeresnek bizonyult, mindenekelőtt a túl erősnek vélt vibrációt sikerült kordában tartani. Nagy előnynek számított a bonyolultabb gőzturbinákkal szemben a nagy hatótávolság, a tömeg megspórolása, a könnyebb karbantarthatóság, valamint jelentős taktikai előnynek számított az, hogy a motorok azonnal felpörgethetőek voltak és nem kellett hosszadalmasan várakozni, mint a turbinák esetében a kazánok felfűtésére. A dízelmeghajtás olyan sikeresnek bizonyult, hogy a Z terv csaknem minden hajóját ilyennel tervezték felszerelni, még a H-osztályú szupercsatahajókat is.
A Deutschland eredetileg 3,7 m átmérőjű hajócsavarokat kapott, de ezeket később lecserélték a nagyobbakra. A hajtóművek teljesítményét 54 000 LE-re becsülték, amivel 26 csomós sebességet lehetett elérni. A várt fordulatszámot nem érték el a próbajáratok során, de ezzel együtt is meghaladták a tervezett végsebességet. A Deutschland hajtóművei 48 390 le teljesítmény leadására voltak képesek, amivel 28 csomó volt a sebessége, az Admiral Scheernek 52 050 le-vel 28,3 csomó, a  Graf Spee hajtóműveinek teljesítményéről nem maradtak fent adatok, de a próbajáratokon 29,5 csomó végsebességet ért el.
A Deutschland 2570 t gázolajat tudott magával vinni, amivel a hatótávolsága 17 400 tmf (32 200 km) volt 13 csomóval való haladás mellett. Egy csomóval nagyobb sebesség 16 600 tmf-re csökkentette a hatótávolságot. 20 csomó mellett a hatótávolság 10 000 tmf (18 500 km) volt. Az Admiral Scheer 2410 t gázolajat szállíthatott és ennek megfelelően a hatótávolsága is valamivel kisebb volt, 9100 tmf (16 900 km). A Graf Spee üzemanyagtartályaiban 2410 t gázolajnak volt hely, amivel a 8900 tmf-t (16 500 km) tudott megtenni. Az elektromosságot két dízelmotor által hajtott négy generátor állította elő. Az összteljesítményük a Deutschland esetében 2160 kW, a Admiral Scheernél 2800 kW, a Graf Spee esetében 3360 kW volt, mindegyik hajó esetében 220 volt hálózati feszültséggel. A kormányzást egyetlen kormánylapáttal oldották meg.

### Fegyverzet

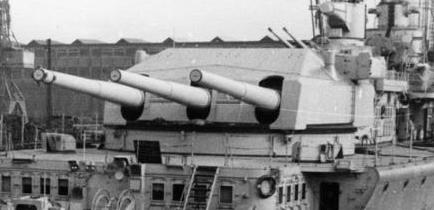
A Lützow hátsó lövegtornya

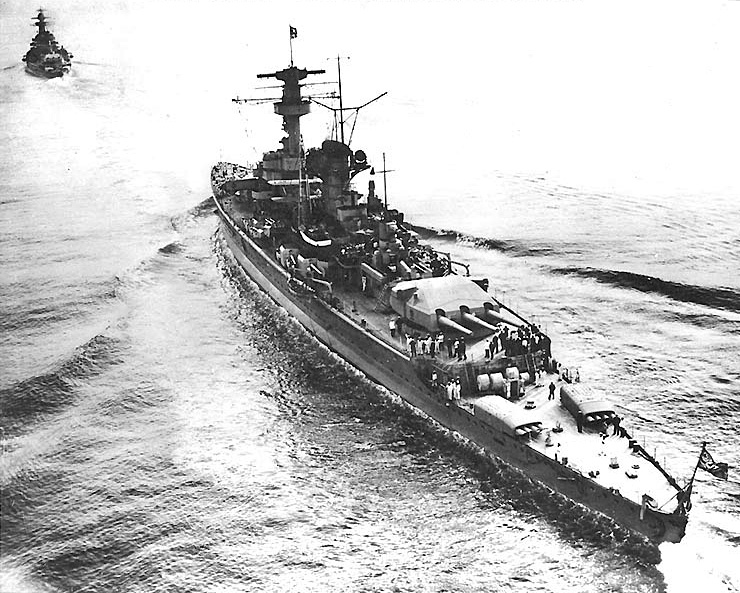
A Deutschland (előtérben) 1939 áprilisában a La Manche-csatornán, előtte az egyik testvérhajója halad

A három Deutschland-osztályú hajó fő fegyverzete hat darab 28 cm űrméretű, 52 kaliberhosszúságú gyorstüzelő ágyúból állt (típusjelzése: 28 cm Sk C/28) haditengerészeti ágyú volt, melyeket két lövegtoronyban helyeztek el. A tornyok Drh LC/28 típusjelzésűek voltak és a csövek 40 fokos emelését, és –8 fokos süllyesztését tették lehetővé. A legnagyobb emelkedési szög 36 475 m-es maximális lőtávolságot tett lehetővé. A 300 kg-os lövedéket 910 m/s torkolati sebességgel lőtték ki. Az ágyúk lőszerjavadalmazása eredetileg 630 darab nehézgránát volt, amit később 720 darabra növeltek. A nagyobb űrméret mellett a Deutschland-osztály új lövegtorony-konstrukciója lehetővé tette, hogy a középső lövegeket ugyanolyan gyorsan utántöltsék, mint a két szélsőt. Az új technikai megoldás jóval nagyobb tűzgyorsaságot tett lehetővé.
A nehéztüzérség lövedékeinek ballisztikai tulajdonságai
| Távolság [m] | Csőemelkedés [°] | Becsapódási szög [°] | Lövedék sebessége [m/sec] |
| ------------ | ---------------- | -------------------- | ------------------------- |
| 5 000 m      | 1,9°             | 2,4°                 | 752 m/s                   |
| 10 000 m     | 4,5°             | 6,0°                 | 611 m/s                   |
| 15 000 m     | 8,0°             | 11,8°                | 493 m/s                   |
| 20 000 m     | 12,5°            | 21,4°                | 407 m/s                   |
| 25 000 m     | 18,6°            | 34,2°                | 360 m/s                   |
| 30 000 m     | 26,3°            | 46,4°                | 353 m/s                   |
| 35 000 m     | 36,4°            | 56,0°                | 380 m/s                   |
| 36 475 m     | 40,0°            | –                    | –                         |

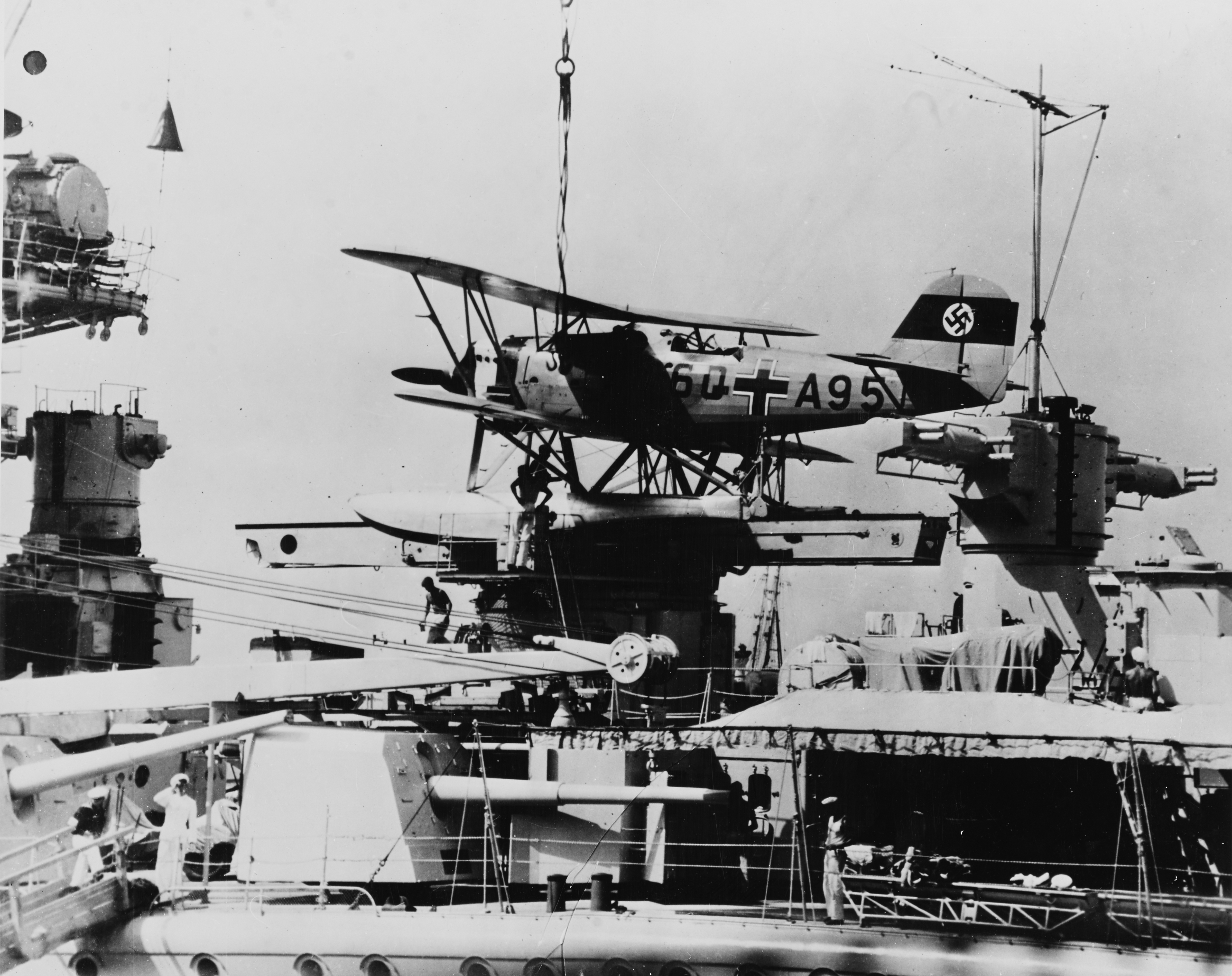
A háború előtt rendszeresített Heinkel He-60 típusú hidroplán az Admiral Scheer katapulján, alatt az egyik 15 cm-es löveg látható

A másodlagos tüzérség nyolc 15 cm Sk C/28 típusjelzésű lövegből (L/55), melyeket mind önálló MPLC/28 lövegtalpakon helyeztek el a hajó középső részén. Ezek a lövegtalpak +35 fokos emelkedést és –10 fokos süllyesztést tettek lehetővé, mely előbbivel a löveg maximális lőtávolsága 25 700 m volt. A lőszerkészletük 800 darabos volt, amit később 1200-ra növeltek. A 15 cm-es lövedékek 45,3 kg-ot nyomtak és 875 m/s volt a torkolati sebességük. A hajók fegyverzetéhez tartozott még nyolc darab 53,3 cm-es torpedóvető cső, melyek a süllyesztett tatfedélzeten kaptak helyet két.
Megépítésükkor a légvédelmük három darab, külön lövegtalpakon elhelyezett 8,8 cm-es légvédelmi ágyúból (8,8 cm Sk L/45) állt. Ezeket 1935-ben hat darab 8,8 cm Sk C/31 típusjelzésű ágyúval cserélték le, melyeket három duplacsövű lövegtalpon helyeztek el. A Graf Speet és a Deutschlandot 1938-ban és 1940-ben átfegyverezték és hat darab 10,5 cm FlaK 38-ast (L/65) kaptak, szintén duplacsövű lövegtalpakon. Ezen felül négy darab 3,7 cm-es gépágyút (3,7 cm Sk C/30), majd először 10 darab 2 cm-es gépágyút kaptak, amiknek a számát a Deutschland esetében 28-ra növelték. Az Admiral Scheer légvédelmét 1945-ig hat darab 4 cm-es Bofors gépágyúval, 8 darab 3,7 cm-es gépágyúval és 33 darab 2 cm-es gépágyúval növelték.

### Páncélzat
A hajók övpáncélzata eltérő, de minimum 80 mm vastag volt középen és a központi citadella két vége felé 60 mm-re vékonyodott. Az orr és a tat a vízvonal mentén nem volt védve. A páncélöv meg volt döntve, hogy ezzel is növeljék a védelmi képességeit, és egy 20 mm-es vastagságú hosszanti repeszvédő válaszfal húzódott mögötte. A Deutschlandnál és az Admiral Scheernél a páncélöv felső pereme a páncélfedélzet szintjéig felnyúlt. Az Admiral Graf Spee esetében ez egy fedélzettel magasabbig ért fel. A víz alatti védelmet szolgáló torpedóválaszfal vastagsága a Deutschland esetében 45 mm, a testvérhajói esetében 40 mm volt. A Deutschland felső fedélzetének páncélvastagsága 18 mm volt, a fő páncélfedélzeté 18–40 mm. Az Admiral Scheer és a Graf Spee felső fedélzete 17 mm vastagságú páncéllal volt borítva, míg a páncélfedélzet 17–45 mm vastagságú volt. A Deutschland és az Admiral Scheer esetében a páncélfedélzet nem húzódott végig a teljes hosszukon súlymegtakarítási okokból, de a Graf Spee esetében ezt már kiküszöbölték. Ehhez hasonlóan a Deutschland és az Admiral Scheer torpedóválaszfala véget ért a kettős fenékkel egyvonalban, de az utolsóként épült Graf Speenél már a külső hajótestig elért. Az elülső parancsnoki tornyot oldalról 150 mm, felülről 50 mm, a hátulsó parancsnoki tornyot oldalt 50 mm, felül 20 mm vastag páncélzat védte. A lövegtornyok homlokpáncélja 140 mm, oldalsó páncélzata 85 mm, tetőpáncélja 85–150 mm vastag volt. Az önálló forgótalpakon elhelyezett 15 cm-es ágyúk lövegpajzsa 10 mm-es volt és a repeszek elleni védelmet szolgálta.
Az Admiral Scheer és a Graf Spee páncélzata valamivel erősebb volt, mint a Deutschlandé. A Deutschland barbettái 100 mm, a testvérhajóké már 125 mm vastag volt. Az Admiral Scheer övpáncélzata valamivel erősebb lett, a Graf Spee-nél már 100 mm volt az 50–80 mm helyett. A fő páncélfedélzet is erősebb lett, néhol elérve a 70 mm-es vastagságot is.
A sajátos tervezési megközelítésnek köszönhetően a hajók néhány évig gyorsabbaknak számítottak a náluk nagyobb tűzerővel rendelkező, és tűzerősebbnek minden náluk gyorsabb hadihajónál – leszámítva a japán Kongó-osztály négy csatacirkálóját és a három brit csatacirkálót (Hood, Renown, Repulse). Különösen a többi haditengerészet nehézcirkálóit érintette hátrányosan az új típusú német hadihajók megjelenése, mivel hasonló méretük ellenére nem voltak erősebben védettek, de a náluk rendszeresített 203 mm-es lövegeknek sem a hatótávolsága, sem az átütőereje nem vetekedhetett azok 280 mm-es lövedékeiével.

## Besorolás
A Kriegsmarine eredetileg "Panzerschiff" névvel osztályozta a hajókat, de 1940 februárjában a két megmaradt egységet nehézcirkálóvá minősítették át. A hat 28 cm-es lövegből álló nehéztüzérségük, nagy sebességük és nagy hatótávolságuk miatt jóval használhatóbbak voltak nyílttengeri bevetésekre, mint a pre-dreadnought csatahajók, melyek leváltására megépítették őket. Emiatt főként a brit sajtóban „zsebcsatahajóként” (pocket battleship) emlegették őket. A Jane's Fighting Ships 1938-as kiadása úgy fogalmazott, hogy a Deutschland-osztály egységei „hivatalosan Páncélos Hajókként (Panzerschiffe) vannak megadva és közismerten mint ’Zsebcsatahajó’ utalnak rájuk. Lényegében különösen erős páncélos cirkálóknak feleltethetők meg.”

## Megépítés

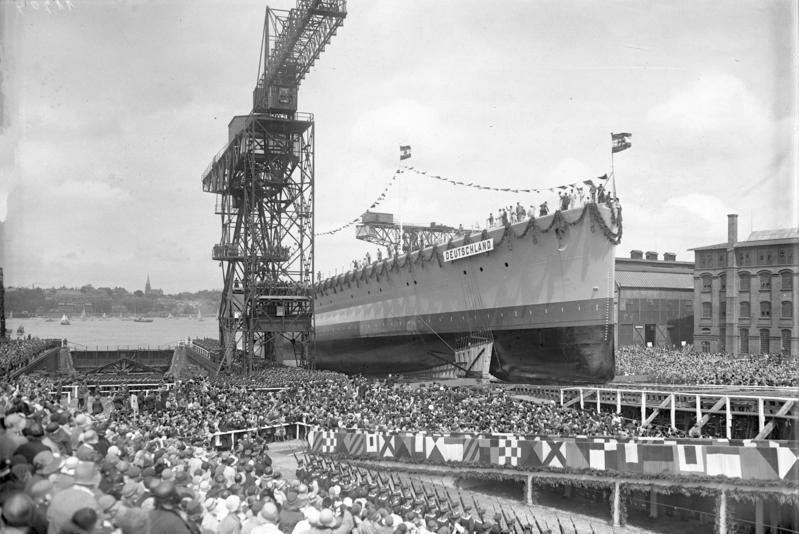
A Deutschland vízrebocsátása

A Deutschland gerincét a kieli Deutsche Werke hajógyárban fektették le 1929. február 5-én. Az építési szerződésben Panzerschiff A néven szerepelt, míg a flottánál ekkor Ersatz Preussen-ként szerepelt. Az építési száma 219 volt. Vízrebocsátására 1931. május 19-én került sor és Heinrich Brüning kancellár végezte a keresztelését. Brüning még tartotta az ünnepi beszédét, mikor a hajótest véletlenül csúszni kezdett le a sólyáról. A felszerelési munkálatok elvégzése után az első menetpróbákra 1932 novemberében került sor és a Reichsmarine 1933. április 1-én vette át.
A Deutschland megépítésének engedélyezése után is megmaradt a jelentős politikai ellenállás a flottafejlesztéssel szemben és a második egység, az Admiral Scheer körül politikai válság alakult ki, amit végül a szociáldemokraták szavazástól való tartózkodása oldott fel. Az ellenállás eredményeképpen a Panzerschiff B megépítését 1931-ig nem engedélyezték. A névleg a Lothringen csatahajó pótlására szánt egység (Ersatz Lothringen) gerincét 1931. június 25-én fektették le a Reichsmarinewerftnél Wilhelmshavenben 123-as építési számmal. A vízrebocsátására 1933. április 1-én került sor és Marianne Besserer, Reinhard Scheer tengernagy lánya végezte a keresztelését. Másfél évvel később, 1934. november 12-én fejezték be a felszerelését és a flotta ezen a napon vette át.
Az Admiral Graf Speet Panzerschiff C névvel a Reichsmarine a Kriegsmarinewerfttől rendelte meg a Braunschweig pre-dreadnought csatahajó pótlására (Ersatz Braunschweig). A gerincét 1932. október 1-én fektették le 125-ös építési számmal. A vízrebocsátására 1934. június 30-án került sor és keresztelését a névadó Maximilian von Spee tengernagy lánya végezte. Bő másfél évvel később készült el, 1936. január 6-án, és ezen a napon vette át a haditengerészet.

## Átalakítási tervek
Miután Hitler 1943 január végén a két megmaradt egység lebontására adott parancsot, megvitatták azt a lehetőséget is, hogy ehelyett repülőgép-hordozóvá lehetne átalakítani őket. A hajókat ehhez 20 méterrel hosszabbították volna meg, ami 2000 t acélt és 400 munkást kötött volna le. Az átalakításhoz szükséges időt két évre becsülték. A felszállófedélzetük mindössze 10 méterrel lett volna csak rövidebb, mint a hasonló módon átépíteni szándékozott Seydlitzé, melyet 1942-ben készítettek fel az átalakításra. A sebességük 28 csomó maradt volna. Ezt a tervet végül elvetették.

## Az osztály egységei
| Hajó               | Névadó              | Építő                            | Gerincfektetés | Vízrebocsátás | Átadás        | Sorsa                                                                                |
| ------------------ | ------------------- | -------------------------------- | -------------- | ------------- | ------------- | ------------------------------------------------------------------------------------ |
| Deutschland Lützow | Németország         | Deutsche Werke, Kiel             | 1929. 02. 05.  | 1931. 05. 19. | 1933. 04. 01. | Lőgyakorlaton elsüllyesztve 1947 júliusában.                                         |
| Admiral Scheer     | Reinhard Scheer     | Reichsmarinewerft, Wilhelmshaven | 1931. 06. 25.  | 1933. 04. 01. | 1934. 11. 12. | Légitámadásban elsüllyedt. (1945. 04. 09.)                                           |
| Admiral Graf Spee  | Maximilian von Spee | Reichsmarinewerft, Wilhelmshaven | 1932. 10. 01.  | 1934. 06. 30. | 1936. 01. 06. | Legénysége elsüllyesztette Montevideo előtt a La Plata-i csata után. (1939. 12. 17.) |

Megjelenésbeli különbségek a testvérhajók között
A Deutschland az Admiral Scheertől és az Admiral Graf Speetől három fő ismertetőjegyében különbözött:
- Megépítésétől csőformájú toronyárbóccal rendelkezett (az Admiral Scheer csak az 1939-40-es átépítése során kapott hasonlót, a Graf Spee egyáltalán nem).
- A parancsnoki híd félköralakú volt, a távmérő a híd tetején kapott helyt, közvetlenül a toronyárbóc előtt.
- A katapult a toronyárbóc és a kémény mögött volt, míg a testvérhajóinál a kémény mögött.

Az Admiral Scheer és a Graf Spee egymástól főként a toronyárbóc alapján különböztethető meg:
- Az Admiral Graf Spee toronyárbócának elején egy névtábla volt látható Coronel felirattal, ami a névadó tengernagy első világháborúban aratott győzelmére utalt. Ilyen tábla az Admiral Scheer toronyárbócán nem volt, hanem a hajó orrán lévő címerben szerepelt a Skagerrak felirat, utalva a névadó tengernagy első világháborús (taktikai) győzelmére.
- Az Admiral Scheer az átépítése után szintén csőárbócot kapott az addigi robusztus toronyárbóc helyett, mely azonban szögletesebb volt a Deutschlandénál.

### Deutschland

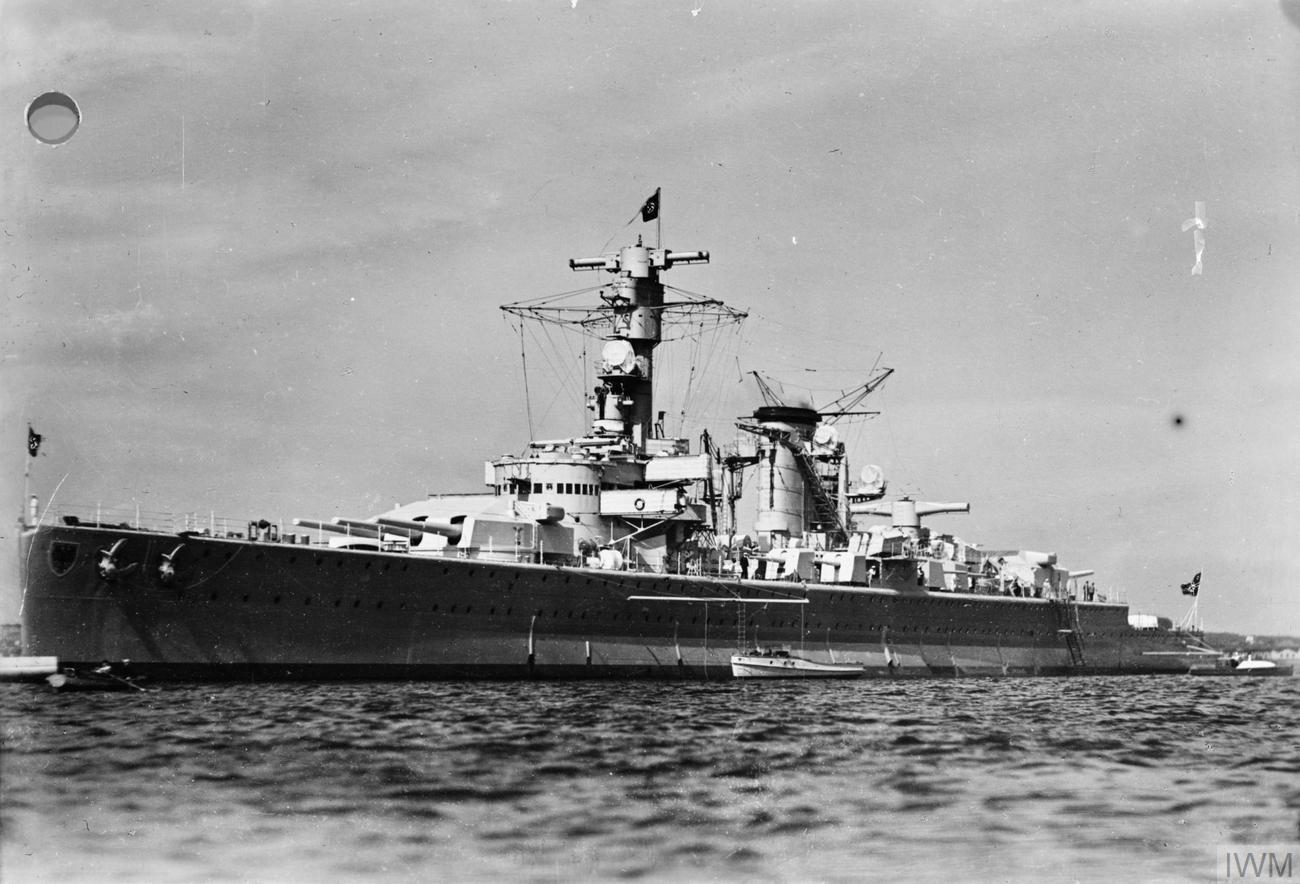
A Deutschland 1936-ban

A Deutschland részt vett a spanyol polgárháború idején a Benemavatkozási Bizottság által életre hívott őrjáratokban a spanyol partok előtt. Eközben egy alkalommal köztársasági repülőgépek intéztek ellene támadást. A második világháború kezdetén az Atlanti-óceán északi részén cirkált, készen arra, hogy az ellenséges hajóforgalom ellen támadást intézzen. A hadműveletet erősen hátráltatta a rossz időjárás, ami közrejátszott abban, hogy csak három kereskedelmi hajót süllyesztett el. Hazatérése után átkeresztelték Lützow-ra. Ezt követően részt vett a Norvégia megszállását célzó Weserübung hadműveletben. A drøbaksundi csata során sérüléseket szenvedett el és ezek kijavítására visszarendelték Németországba. Útban hazafelé megtorpedózta egy brit tengeralattjáró, ami súlyos károkat okozott.
A javításokkal 1941 márciusában végeztek és a Lützowot már júniusban visszairányították Norvégiába. Út közben azonban ismét megtorpedózta egy brit torpedóbombázó, ami jelentős javítási munkálatokat tett szükségessé, amik 1942 májusáig eltartottak. Ezután ismét Norvégiába helyezték át, ahol a Szovjetunióba tartó konvojok ellen tervezték alkalmazni. A PQ–17-es konvoj ellen tervezett Rösselsprung-hadművelet során zátonyra futott, ami miatt újfent vissza kellett térnie Németországba. Innen visszatérve részt vett a Barents-tengeri csatában a Hipper nehézcirkálóval, melynek során sikertelenül próbálták megsemmisíteni a JW 51B jelzésű konvojt. A hajtóműproblémái miatt számos javításon, majd 1943 végén átfogó karbantartáson esett át, ami után már a Balti-tengeren maradt. 1945 áprilisában brit bombázók süllyesztették el az Usedom szigetét átszelő Kaiserfahrt-csatornán. A sekély vízben megfeneklett Lützow ezután lövegeivel a szovjet csapatok elleni szárazföldi harcot támogatta egészen 1945. május 4-ig, mikor a legénysége harcképtelenné téve elhagyta. A szovjet haditengerészet 1947-ben kiemelte és az ezt követő két év alatt a nyugati írások szerint lebontották. A szovjet archívumok dokumentumait a 2000-es évek elején tanulmányozó német Hans Georg Prager történész azonban olyan információkra bukkant, miszerint a hajót a szovjetek 1947 júliusában célhajóként süllyesztették el.

### Admiral Scheer

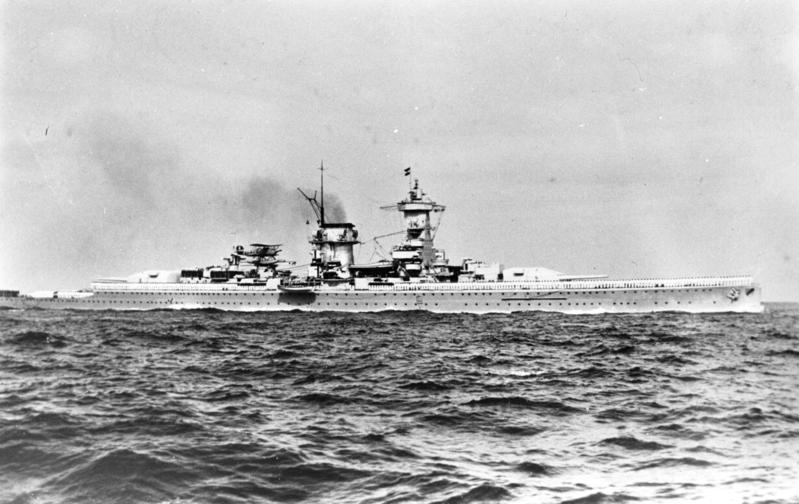
Az Admiral Scheer 1934-ben

Az Admiral Scheer több alkalommal vett részt a spanyol partok előtti küldetésen a polgárháború alatt, ahol a Deutschlandot ért légitámadás után megtorlásul lövette Almería kikötőjét. A második világháború kezdetén időszakos karbantartáson esett át, így nem vett részt atlanti-óceáni bevetésen a testvérhajóihoz hasonlóan. Az első bevetése egy dél-atlanti portyázás (kereskedelmi háború) volt 1940 októberétől, aminek során rövid időre az Indiai-óceánon is tevékenykedett. A bevetése során 113 223 BRT hajóteret süllyesztett el, amivel a második világháború legsikeresebb kereskedelmi háborút vívó felszíni hadihajója lett.
A Németországba való visszatérés után ezt az egységet is Norvégiába helyezték át, hogy a Szovjetunióba tartó konvojok ellen vethessék be. A Tirpitz csatahajó társaságában részt vett a PQ 17 konvoj elleni, megszakított támadásban. A hadműveletet azután fújták le, hogy azt nem sikerült meglepetésszerűen végrehajtani. Egy önálló hadművelete volt a Wunderland-hadművelet, melynek során a Kara-tengeren igyekezett a szovjet hajóforgalmat megzavarni. Németországba 1942 végén visszatérve kiképzőhajóként szolgált egészen 1944 végéig, mikor a szárazföldi csapatoknak nyújtott tűztámogatást a szovjetek ellen. 1945. április 9-én brit bombázók süllyesztették el Kielben. A háború után részben lebontották, az elsüllyedése helyén maradt maradványait betemették a terület rakparthoz való feltöltésekor.

### Admiral Graf Spee

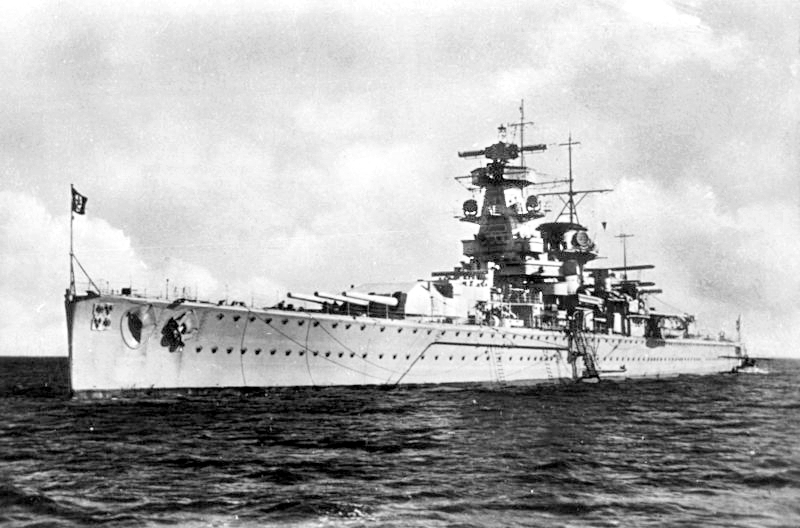
Az Admiral Graf Spee 1936-ban

Az Admiral Graf Spee átfogó gyakorlatozásokat végzett a Balti-tengeren és az Atlanti-óceánon, mielőtt részt vett volna öt benemavatkozási őrjáraton a spanyol partok előtt 1936–1938 között. A Graf Spee képviselte Németországot a VI. György brit uralkodó koronázása alkalmából tartott flottaszemlén Spitheadnél 1937 májusában. A második világháború kitörése előtti hetekben az Atlanti-óceánra irányították, hogy megfelelő pozíciót vehessen fel a kereskedelmi hajóforgalom zavarásához abban az esetben, ha Nagy-Britannia és Franciaország hadat üzenne Németországnak. 1939 szeptembere és decembere között kilenc kereskedelmi hajót süllyesztett el összesen 50 089 BRT hajótérrel, 
mire válaszul a brit és francia haditengerészetek számos hajórajt állítottak össze az elfogására. Az így lekötött erők között volt négy repülőgép-hordozó, két csatahajó és egy csatacirkáló.
Az Graf Spee-t a portyázásai során az Altmark ellátóhajó támogatta. Dél-Amerika partjai közelében három brit cirkálóval került harcérintkezésbe a La Plata-i csata során 1939. december 13-án. Egy nehézcirkálót súlyosan, egy könnyűcirkálót könnyebben megrongált, de maga is jelentős károkat szenvedett, ami miatt a parancsnoka, Hans Langsdorff sorhajókapitány Montevideóba hajózott vele. Langsdorff a brit megtévesztő akciók hatására meg volt győződve arról, hogy jelentős haderő közeledik Montevideóhoz és a hajója hajtóműveinek rossz állapota miatt nem fog tudni kitérnie előlük, sőt úgy vélte, sehogyan sem fog tudni visszatérni Németországba, ezért úgy döntött, a hajóját maga süllyeszti el. Három nappal az önelsüllyesztés után Langsdoff saját kézzel vetett véget életének. A Graf Speet részben helyben lebontották, de egyes részei továbbra is láthatók a La Plata vizében.